# Ulee Blang Mane
Ulee Blang Mane is een bestuurslaag in het regentschap Lhokseumawe van de provincie Atjeh, Indonesië. Ulee Blang Mane telt 1138 inwoners (volkstelling 2010).